# Silberner Fußballschuh 1989

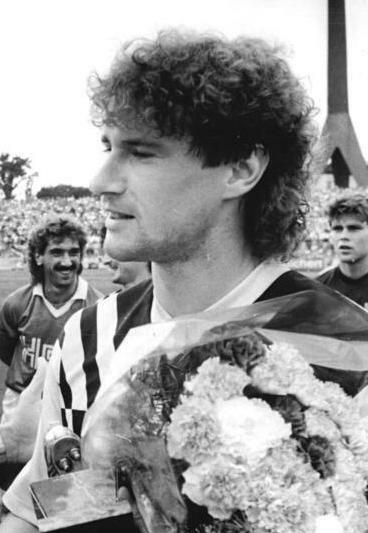
Andreas Trautmann, 1989

Mit dem Silbernen Fußballschuh 1989 wurde zum 27. Mal der DDR-Fußballer des Jahres ausgezeichnet. Die Redaktion der Zeitschrift Die neue Fußballwoche hatte eine Umfrage zur Wahl des besten Spielers der Saison 1988/89 durchgeführt, an der sich insgesamt 50 Sportredaktionen der DDR beteiligten, die auf Tippscheinen die sechs besten Fußballer mit Punkten (zehn Punkte für den Favoriten, für die weiteren Plätze absteigend sieben, fünf, drei, zwei und einen Punkt) bewertet hatten. Die höchste Gesamtpunktzahl erreichte Andreas Trautmann, dem am Samstag, den 12. August 1989 im Dynamo-Stadion von Dresden vor dem Oberliga-Auftaktspiel gegen den HFC Chemie der silberne Fußballschuh als Fußballer des Jahres vom Fuwo-Chefredakteur Jürgen Nöldner überreicht wurde.

## Ergebnis
| Rang | Name              | Mannschaft                    | Punkte |
| ---- | ----------------- | ----------------------------- | ------ |
| 01.  | Andreas Trautmann | SG Dynamo Dresden             | 193    |
| 02.  | Torsten Gütschow  | SG Dynamo Dresden             | 156    |
| 03.  | Perry Bräutigam   | FC Carl Zeiss Jena            | 140    |
| 04.  | Jörg Stübner      | SG Dynamo Dresden             | 106    |
| 05.  | Frank Rohde       | Berliner FC Dynamo            | 105    |
| 06.  | Ulf Kirsten       | SG Dynamo Dresden             | 104    |
| 07.  | Dirk Heyne        | 1. FC Magdeburg               | 085    |
| 08.  | Andreas Thom      | Berliner FC Dynamo            | 082    |
| 09.  | Ronny Teuber      | SG Dynamo Dresden             | 081    |
| 10.  | Dariusz Wosz      | Hallescher FC Chemie          | 064    |
| 11.  | Bodo Rudwaleit    | Berliner FC Dynamo            | 022    |
| 12.  | Ralf Minge        | SG Dynamo Dresden             | 020    |
| 13.  | Volker Röhrich    | F.C. Hansa Rostock            | 016    |
| 14.  | Jörg Weißflog     | BSG Wismut Aue                | 015    |
| 15.  | Frank Lieberam    | SG Dynamo Dresden             | 014    |
| 16.  | Matthias Döschner | SG Dynamo Dresden             | 011    |
| 17.  | Rico Steinmann    | FC Karl-Marx-Stadt            | 009    |
| 18.  | Hans-Uwe Pilz     | SG Dynamo Dresden             | 008    |
| 19.  | Matthias Sammer   | SG Dynamo Dresden             | 007    |
| 19.  | Olaf Marschall    | 1. FC Lokomotive Leipzig      | 007    |
| 21.  | Bernd Wunderlich  | F.C. Hansa Rostock            | 004    |
| 21.  | Dirk Barsikow     | FC Karl-Marx-Stadt            | 004    |
| 23.  | Silvio Demuth     | BSG Stahl Brandenburg         | 003    |
| 23.  | Damian Halata     | 1. FC Lokomotive Leipzig      | 003    |
| 23.  | Jens Schmidt      | FC Karl-Marx-Stadt            | 003    |
| 26.  | Dirk Stahmann     | 1. FC Magdeburg               | 002    |
| 26.  | Petrik Sander     | BSG Energie Cottbus           | 002    |
| 26.  | Ralf Hauptmann    | SG Dynamo Dresden             | 002    |
| 29.  | Frank Baum        | 1. FC Lokomotive Leipzig      | 001    |
| 29.  | Detlef Irrgang    | BSG Energie Cottbus           | 001    |
| 29.  | Jens Melzig       | BSG Energie Cottbus           | 001    |
| 29.  | Thomas Doll       | Berliner FC Dynamo            | 001    |
| 29.  | Jörg Bär          | BSG Fortschritt Bischofswerda | 001    |
| 29.  | Frank Seifert     | SG Dynamo Dresden             | 001    |
| 29.  | Jens Wahl         | F.C. Hansa Rostock            | 001    |

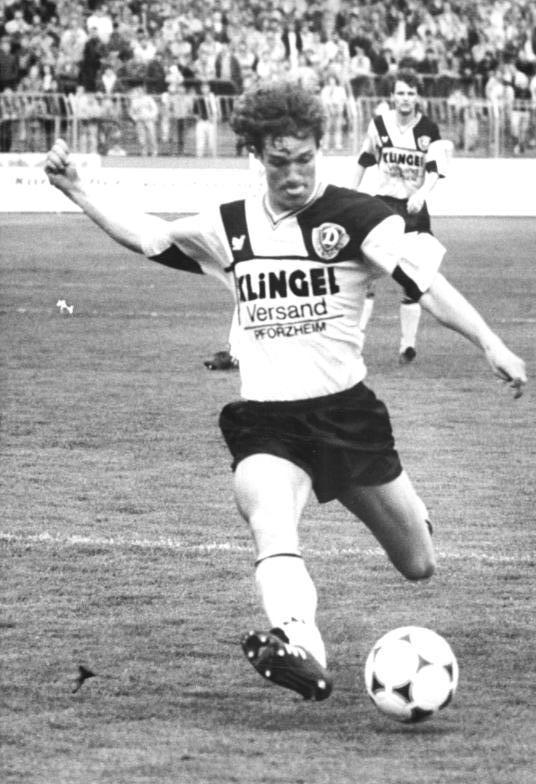
Torsten Gütschow, 1990
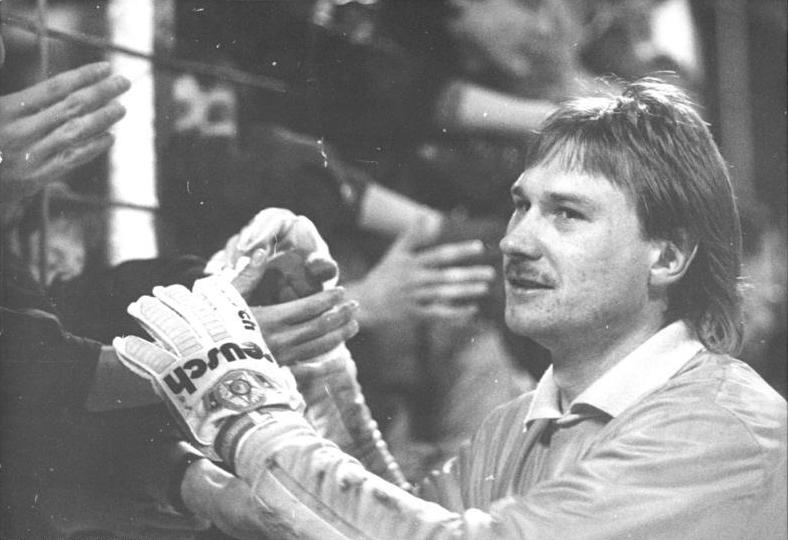
Perry Bräutigam, 1990
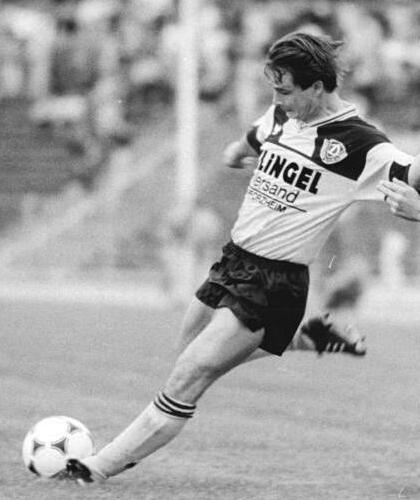
Jörg Stübner, 1990
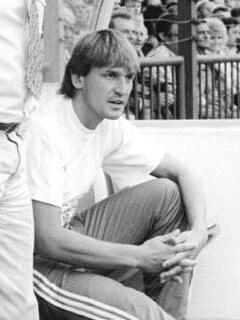
Frank Rohde, 1989
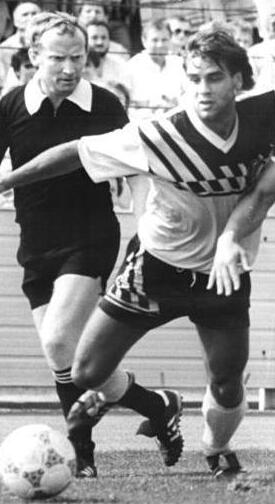
Ulf Kirsten, 1989
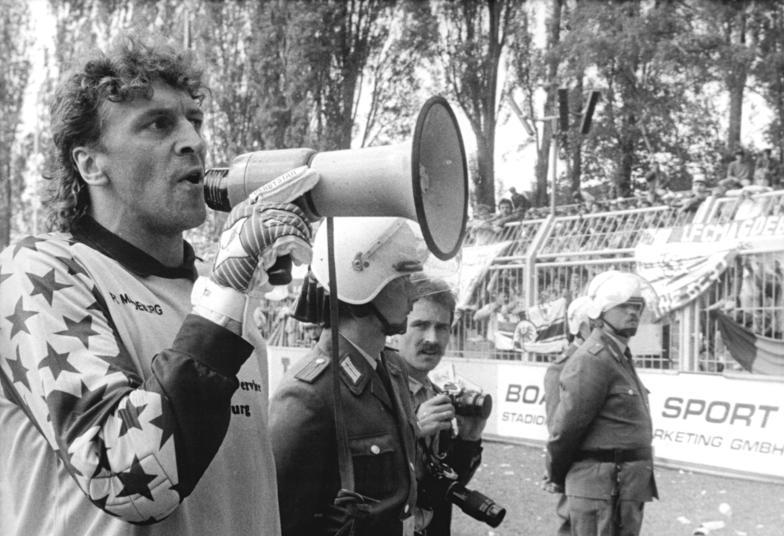
Dirk Heyne, 1990
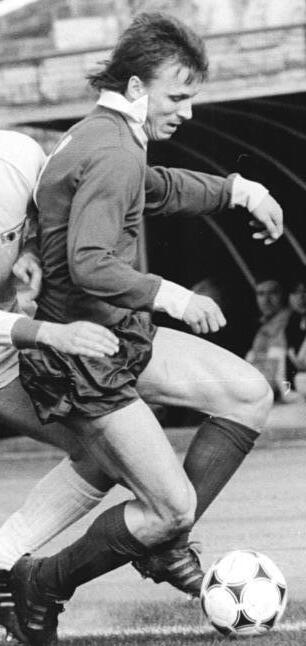
Andreas Thom, 1989
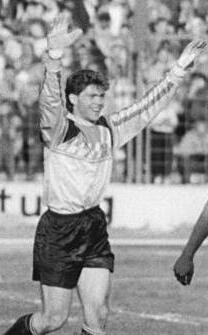
Ronny Teuber, 1989
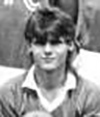
Dariusz Wosz, 1988